# VdB 86
vdB 86 è una nebulosa a riflessione visibile nella costellazione dell'Unicorno.
Si individua nella parte meridionale della costellazione, circa 2° a NNE di θ Canis Majoris e a 2° in direzione ovest rispetto alla Nebulosa Gabbiano, una grande regione di formazione stellare a cavallo fra l'Unicorno e il Cane Maggiore. La stella responsabile del colore marcatamente bluastro e dell'illuminazione della nube è nota come HD 51479, una stella blu di classe spettrale O7V, la cui distanza, ottenuta tramite la misurazione della parallasse pari a 0,61 mas, è di circa 1639 parsec (5344 anni luce); tuttavia, le misurazioni della parallasse hanno riportato in più casi un errore di misurazione notevole, fino a 1,22 mas, pertanto il valore di distanza ottenibile è anch'esso incerto. La nube, nonostante si trovi apparentemente a breve distanza dalla Nebulosa Gabbiano, risulterebbe in realtà molto più lontana, dato che le stime della distanza di questa nebulosa indicano un valore di circa 990 parsec.